# Ferdinandusa speciosa
Ferdinandusa speciosa är en måreväxtart som först beskrevs av Johann Baptist Emanuel Pohl, och fick sitt nu gällande namn av Johann Baptist Emanuel Pohl. Ferdinandusa speciosa ingår i släktet Ferdinandusa och familjen måreväxter. Inga underarter finns listade i Catalogue of Life.